# 張朝璘
張朝璘，清朝政治人物、清朝兵部尚書。
崇德七年，擔任牛彔額真。次年，升任兵部理事官。順治二年，任一等輕車都尉。順治八年，任三等阿思哈尼哈番、正藍旗漢軍副都統。順治九年，任一等阿思哈尼哈番。順治十年，任左副都御史。順治十三年，任戶部右侍郎；同年改江西巡撫。順治十八年，任江西總督。康熙五年，任福建總督，加太子太保，授兵部尚書。